# هانا ميلس
هانا ميلس (بالإنجليزية: Hannah Mills)‏ هي ربانة ‏ بريطانية، ولدت في 29 فبراير 1988 في كارديف في المملكة المتحدة.

## وصلات خارجية
- هانا ميلس على موقع الاتحاد الدولي للملاحة الشراعية (موقع جديد) (الإنجليزية)
- هانا ميلس على موقع الاتحاد الدولي للملاحة الشراعية (موقع قديم) (الإنجليزية)
- هانا ميلس على موقع اللجنة الأولمبية الدولية (الإنجليزية)
- هانا ميلس على موقع أوليمبيديا (الإنجليزية)
- هانا ميلس على موقع اللجنة الأولمبية البريطانية (الإنجليزية)